# Coupe de Singapour de football
La Coupe de Singapour de football a été créée en 1892.

## Palmarès
- 1892 : Singapore Engineers
- 1893 : Royal Engineers
- 1894 : 2d Batallion Tenth Lincolnshire Regiment
- 1895 : Royal Artillery
- 1896 : 5th North Humberland Fusilliers
- 1897 : 1st Batallion The Rifle Brigade
- 1898 : 12th Company Royal Artillery
- 1899 : 1st BKOR Lancaster Regiment
- 1900 : 12th Company Royal Artillery
- 1901 : Singapore Cricket Club
- 1902 : 12th Company Royal Artillery
- 1903 : Singapore Cricket Club
- 1904 : Harlequins
- 1905 : 1st Battery Sherwood Foresters
- 1906 : 1st Battery Sherwood Foresters
- 1907 : 2d Battery West Kentshire (2d XI)
- 1908 : 2d Battery West Kentshire (1st XI)
- 1909 : 3rd Batallion Middlesex Regiment
- 1910 : 3rd Batallion Middlesex Regiment
- 1911 : 2d Batallion West Kentshire Regiment
- 1912 : 2d Batallion West Kentshire Regiment
- 1913 : 1st Batallion KOYLI
- 1914 : 1st Batallion KOYLI

Pas de Coupe de 1915 à 1919
- 1920 : 1st Batallion South Staffordshire
- 1921 : Singapore Cricket Club
- 1922 : 2d Batallion Middlesex Regiment
- 1923 : 2d Batallion Middlesex Regiment
- 1924 : HMS "Pegasus"
- 1925 : The Chinese
- 1926 : 2d Duke of Wellington's Regiment
- 1927 : 2d Duke of Wellington's Regiment
- 1928 : 2d Duke of Wellington's Regiment
- 1929 : Singapore Cricket Club
- 1930 : Malay FA
- 1931 : Malay FA
- 1932 : Wiltshire Regiment
- 1933 : Malay FA
- 1934 : Malay FA
- 1935 : The Chinese
- 1936 : Royal Artillery
- 1937 : The Chinese
- 1938 : Royal Artillery
- 1939 : The Chinese
- 1940 : The Loyal Regiment
- 1941 : Royal Air Force

Pas de Coupe de 1942 à 1949
- 1950 : Royal Navy
- 1951 : Royal Navy
- 1952 : Tiger SA
- 1953 : Tiger SA
- 1954 : Rovers Sport Club
- 1955 : Marine Departament SC
- 1956 : Tiger SA
- 1957 : AAA
- 1958 : Fathul Karib FC
- 1959 : Darul Afiah FC
- 1960 : RAF Select

Pas de Coupe de 1961 à 1967
- 1968 : Police FC

Pas de Coupe de 1969 à 1974

### President's Cup
- 1975 : Singapour Armed Forces bat Tampines Rovers
- 1976 : Geylang International
- 1977 : Toa Payoh United
- 1978 : Geylang International
- 1979 : Toa Payoh United
- 1980 : Police FC
- 1981 : Farrer Park United
- 1982 : Tiong Bahru CSC 3-2 Farrer Park Dynamos
- 1983 : Farrer Park United 3-0 Singapour Armed Forces
- 1984 : Singapour Armed Forces 1-0 Farrer Park Dynamos
- 1985 : Tiong Bahru 3-0 Geylang International
- 1986 : Singapour Armed Forces
- 1987 : Tiong Bahru
- 1988 : Tiong Bahru
- 1989 : Jurong Town 2-1 Police SA
- 1990 : Geylang International
- 1991 : Geylang International
- 1992 : Geylang International
- 1993 : Pas de Coupe
- 1994 : Tiong Bahru 4-2 Geylang International
- 1995 : Geylang International

### Singapore FA Cup
- 1996 : Geylang International bat Singapour Armed Forces
- 1997 : Singapour Armed Forces 4-2 Woodlands Wellington
- 1998 : Tanjong Pagar United 1-0 Sembawang Rangers

### Singapore Cup
| Saison | Vainqueur                                                 | Score                                                     | Finaliste                                                 |
| ------ | --------------------------------------------------------- | --------------------------------------------------------- | --------------------------------------------------------- |
| 1998   | Tanjong Pagar United                                      | 2-0                                                       | Singapour Armed Forces                                    |
| 1999   | Singapour Armed Forces                                    | 3-1                                                       | Jurong FC                                                 |
| 2000   | Home United                                               | 1-0                                                       | Singapour Armed Forces                                    |
| 2001   | Home United                                               | 8-0                                                       | Geylang United                                            |
| 2002   | Tampines Rovers                                           | 1-0                                                       | Jurong FC                                                 |
| 2003   | Home United                                               | 2-1                                                       | Geylang United                                            |
| 2004   | Tampines Rovers                                           | 4-1 (a.p.)                                                | Home United                                               |
| 2005   | Home United                                               | 3-2                                                       | Woodlands Wellington                                      |
| 2006   | Tampines Rovers                                           | 3-2 (a.p.)                                                | Chonburi (Province) FC                                    |
| 2007   | Singapour Armed Forces                                    | 4-3                                                       | Tampines Rovers                                           |
| 2008   | Singapour Armed Forces                                    | 2-1                                                       | Woodlans Wellington                                       |
| 2009   | Geyland United                                            | 1-0                                                       | Bangkok Glass FC                                          |
| 2010   | Bangkok Glass FC                                          | 1-0                                                       | Tampines Rovers                                           |
| 2011   | Home United                                               | 1-0 (a.p.)                                                | Albirex Niigata Singapour                                 |
| 2012   | Singapour Armed Forces                                    | 2-1                                                       | Tampines Rovers                                           |
| 2013   | Home United                                               | 4-1                                                       | Tanjong Pagar United FC                                   |
| 2014   | Balestier Khalsa Football Club                            | 3-1                                                       | Home United                                               |
| 2015   | Albirex Niigata Singapour                                 | 2-1                                                       | Home United                                               |
| 2016   | Albirex Niigata Singapour                                 | 2-0                                                       | Tampines Rovers                                           |
| 2017   | Albirex Niigata Singapour                                 | 2-2(3-1tab)                                               | Global Cebu Football Club                                 |
| 2018   | Albirex Niigata Singapour                                 | 4-1                                                       | DPMM Brunei                                               |
| 2019   | Tampines Rovers                                           | 4-3                                                       | Warriors FC                                               |
| 2020   | Compétition annulée en raison de la pandémie de Covid-19, | Compétition annulée en raison de la pandémie de Covid-19, | Compétition annulée en raison de la pandémie de Covid-19, |
| 2021   | Compétition annulée en raison de la pandémie de Covid-19, | Compétition annulée en raison de la pandémie de Covid-19, | Compétition annulée en raison de la pandémie de Covid-19, |
| 2022   | Hougang United                                            | 3-2                                                       | Tampines Rovers                                           |
| 2023   | Lion City Sailors                                         | 3-1                                                       | Hougang United                                            |
| 2024   | non joué                                                  |                                                           |                                                           |
| 2025   | Lion City Sailors                                         | 1-0                                                       | Tampines Rovers                                           |